# Pomník zbytečným obětem
Pomník zbytečným obětem (německy Den sinnlosen Opfern) u Hraničního rybníka nedaleko obce Kytlice v okrese Děčín byl vybudován v roce 2013 na památku tzv. divokého odsunu a zastřelení 6 německých kytlických obyvatel dne 19. června 1945. O vybudování pomníku se zasloužili bývalý starosta obce Kytlice Emil Sedláček a Petr Kubát společně se dvěma zastánci celého projektu. Zastupitelstvo obce vybudování pamětního kříže nepodpořilo. Na německé straně pomohla zmapovat fakta k vraždě Erika Rahnsch, v 16 letech vyhnaná kytlická obyvatelka nyní bytem v bavorském Waldkraiburgu.
V únoru 2020 byl pomník neznámým pachatelem zničen.

## Historie
Po ukončení 2. světové války začalo v květnu 1945 pro Němce v Sudetech období plné strachu. Stali se občany bez jakýchkoliv práv a čelili libovůli ze strany čs. obyvatelstva. Násilné útoky na německé obyvatelstvo, zabíjení a jiná zvěrstva ze strany tzv. českých partyzánů a Revolučních gard se odehrávaly v mnoha čs. městech a vesnicích. Fanatické chování ozbrojených gard se nevyhnulo ani Kytlicím (německy Falkenau-Kittlitz). Ve svých vzpomínkách uvádí vysídlená Erika Rahnsch, dcera bankovního úředníka, neoprávněné důvody pro deportaci svého otce do sběrného tábora v České Lípě.
Do obce dorazili ozbrojenci 19. června 1945 a kytlickou skupinu německých mužů, žen a dětí hnali směrem k malému lesíku při silnici vedoucí k Nové Huti. Šest mužů gardisté ze skupiny u Hraničního rybníka vyčlenili. Jednalo se o bývalého vedoucího místní organizace NSDAP (Ortsgruppenleiter) Franze Kühnela, dále jednoho studenta, jednoho listonoše, jednoho syna kytlického zemědělce a dva syny místních řemeslníků. Franz Kühnel musel těmto namátkou vybraným mužům vykopat hrob, po jeho vyhloubení bylo všech pět zastřelených mužů do jámy naházeno. Franz Kühnel byl zavražděn jako poslední ránou do obličeje a k ostatním zahrabán.
...zahlédnu průvod mířící k Antonínově huti: dvacet vyděšených lidí, představitelů německé správy obce, klopýtá pod mířidly českých a polských revolučních gard. U rybníka procesí dostihne místní mládežnická bojůvka. Po krátké domluvě s ozbrojeným doprovodem je rozhodnuto o selekci osmi lidí. „Nebyla to poprava,“ říká historik Jiří Rak, „poprava je vykonána po právu.“ Hroby byly tak mělké, že ze země koukaly špičky bot...
Úryvek z článku „Kytlice“ od Milana Tesaře, zveřejněného v Reflexu 28/2005

## Postoj ministerstva vnitra k události v roce 1947
Výnos ministerstva vnitra ze dne 14. července 1947 pod názvem „Porevoluční události ve Falknově-Kytlici, o. Č. Lípa“ uvádí, že exekuci provedla vojenská hlídka voj. útvaru 2227 Praha 73, pošt. schránka 38c, která prováděla ve Falknově-Kytlici evakuaci německých státních příslušníků. Její velitel předal místnímu revolučnímu výboru seznam osob k odsunu. Tento seznam měl údajně podle šetření obsahovat označené osoby: člena strany NSDAP nebo stranického funkcionáře, člena SS, udavače, horlivé zastánce nacismu. Němci, kteří měli mít v seznamu takové označení, byli ze skupiny odděleni a následně zastřeleni. Dále zpráva uvádí, že ministerstvu vnitra není známo jméno velitele a ani jméno osoby, která exekuci nařídila. Případ vyšetřovali: Josef Bakus (kancelářský oficiál) a Karel Černohorský (praporčík SNB). Rozporné údaje oproti svědectví pamětníků uvádí výnos ministerstva vnitra také v počtu obětí.
Forte Alfred, naroz. 19. 3. 1923 ve Falknově, bytem tamtéž, příslušník SS – Ackermann Jan, naroz. 21. 1. 1903 ve Falknově, bytem tamtéž, příslušník SS – Dinnebier Antonín Karel, naroz. 31. 7. 1902, bytem ve Falknově-Kytlici, horlivý nacista – Fiedler Rudolf, naroz. 9. 9. 1906 v Hillově Mlýně, bytem Falknov-Kytlice, udavač – Kühnel František, naroz. 11. 9. 1906 ve Falknově, bytem tamtéž, Ortsleiter NSDAP – Melzer Erhard, naroz. 27. 9. 1900 v Dolním Falknově, okres Děčín, bytem tamtéž, horlivý nacista.
Porevoluční události ve Falknově-Kytlici, o. Č. Lípa

## Smrt rodiny Ruscher
Zpráva ministerstva vnitra se také zmiňuje o smrti Ruschera (údajně vedoucího Volksturmu a horlivého stoupence nacismu ve Falknově-Kytlici), jeho manželky Ruscherové Anny a dcery Ruscherové Gertrudy. Podle šetření měla rodina Ruscherová spáchat sebevraždu z obavy před trestem, jelikož Ruscher neuposlechl výzvy revolučního národního výboru ve Falknově-Kytlici a neodevzdal zbraně a střelivo. Z šetření vyplývá, že dům shořel tak rychle, že nemohl být uhašen a z hořícího domu vycházely výbuchy, které domněnku o schované munici potvrzovaly. Rodina, která měla v domě uhořet, byla v lese za domkem nalezena ve značném rozkladu. Proslýchalo se, že Ruscher byl před spáchanou sebevraždou týrán, a tato zkušenost ho přivedla k sebevraždě. Rodina je také podle výnosu na místě, kde byla nalezena, pochována. Při vyšetřování násilné smrti nebyla provedena pitva obětí, šetření neudává polohu hrobu a neexistuje ani fotodokumentace k případu. Vyšetřující Bakus a Černohorský se nezabývali možností cizího zavinění žhářství a už vůbec nepátrali po zbraních a vybuchlých nábojnicích v požářišti. Kde se údajný hrob nachází není zatím známo.

## Vybudování pomníku

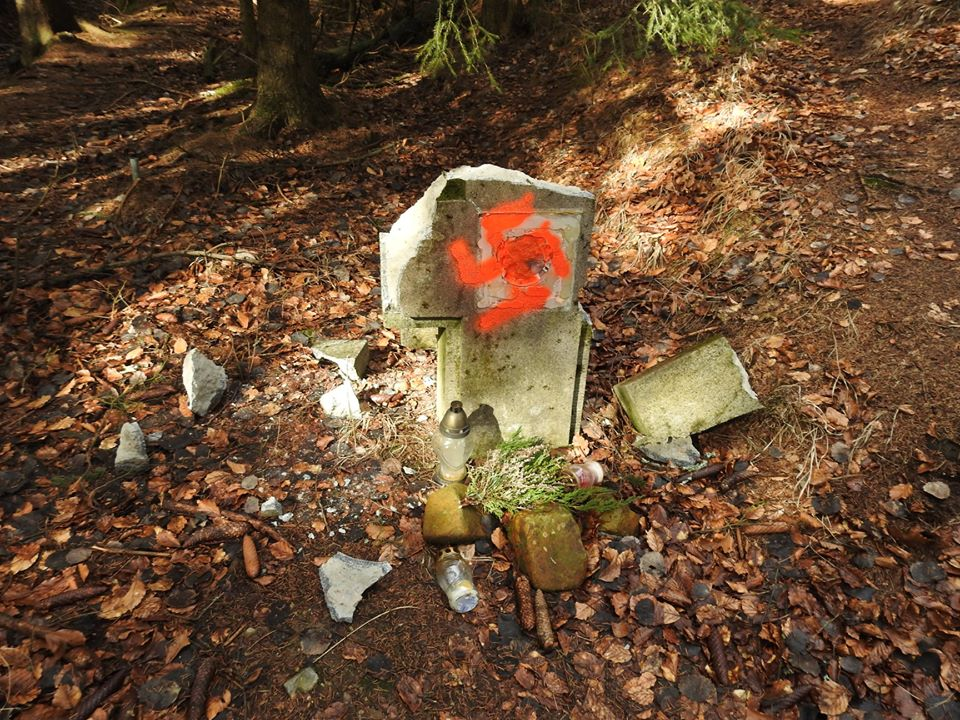
Zničený kříž v únoru 2020

V obci zůstala tato tragédie až do roku 2013 tabu. Petr Kubát zakoupil dům po odsunuté rodině Rahnsch a započal pátrat po historii domu, následně také kontaktoval rodinu Rahnsch ve Waldkraiburgu. Oporu v pátrání po historii nacházel u bývalého starosty obce Emila Sedláčka, který se rovněž obecními dějinami řadu let zabýval. Kubát se Sedláčkem se chopili iniciativy vybudovat v místě vraždy malý památník. Ve veřejném průzkumu názorů občanů Kytlice se těsná většina vyslovila pro zbudování památníku, návrh ale neprošel v obecním zastupitelstvu. Emil Sedláček a Petr Kubát se dohodli, že by místo zastřelených mužů přesto nemělo zůstat neoznačeno. K Hraničnímu rybníku dopravili kříž ze zrušeného německého hřbitova, který očistili a zapustili do země v místě tragédie. Již před lety zde křížek stával a neznámým pachatelem byl zničen. V neděli 13. října 2013 umístili na kříž tabulku s nápisem „Zbytečným obětem“ v českém a německém jazyce s datem události – 19. 6. 1945. Celému projektu pomohly i Lesy České republiky a.s., které povolily umístění kříže na jejich pozemku. Kříž se nachází v lese na levé straně hráze Hraničního rybníka ve směru příjezdu od obce Kytlice. K vybudování památníku se vyslovila pochvalně také německá strana, která poděkovala a ocenila projekt hlavně za to, že vyšel z české strany.
V únoru 2020 byl pomník neznámým pachatelem zničen – rozkopán a posprejován hákovým křížem. Případ převzala policie.

## Literární předloha
Spisovatelka Irena Obermannová se ve svém detektivním románu Jasnozřivost nechala inspirovat tématem odsunu německého obyvatelstva a zasadila děj vyšetřované vraždy do Kytlic v Lužických horách (obdobně jako seriál ČT Vzteklina z prostředí šumavské vesnice Bučiny nebo Habermannův mlýn Juraje Herze zasazený do oblasti severomoravských Sudet), kdy využila i ideu výstavby pomníku zbytečným obětem.